# Dichromia sieglinde
Dichromia sieglinde är en fjärilsart som beskrevs av Pierre E.L. Viette 1979. Dichromia sieglinde ingår i släktet Dichromia och familjen nattflyn. Inga underarter finns listade i Catalogue of Life.